# Franco Lavoratori
Franco Lavoratori (Recco, 15 maart 1941 – Genua, 3 mei 2006) was een Italiaans waterpolospeler.
Franco Lavoratori nam als waterpoloër viermaal deel aan de Olympische Spelen; in 1960, 1964, 1968 en 1972. In 1960 veroverde Italië het goud. Lavoratori speelde zes wedstrijden en scoorde vier goals. In 1964 eindigde Italië als vierde. Hij speelde respectievelijk zes wedstrijden. In 1964 eindigde Italië wederom als vierde. Hij speelde negen wedstrijden en scoorde zes goals. In 1972 eindigde Italië als zesde. Hij speelde acht wedstrijden en scoorde drie goals.